# Carales arizonensis
Carales arizonensis là một loài bướm đêm thuộc phân họ Arctiinae, họ Erebidae.